# Agrostophyllum grandiflorum
Agrostophyllum grandiflorum är en orkidéart som beskrevs av Rudolf Schlechter. Agrostophyllum grandiflorum ingår i släktet Agrostophyllum och familjen orkidéer. Inga underarter finns listade i Catalogue of Life.